# میرکو رانیری
میرکو رانیری (انگلیسی: Mirko Ranieri؛ زادهٔ ۸ فوریهٔ ۱۹۹۲) بازیکن فوتبال اهل ایتالیا است.
از باشگاه‌هایی که در آن بازی کرده‌است می‌توان به باشگاه فوتبال پروجا، باشگاه فوتبال تاتنهام هاتسپر، باشگاه فوتبال ایپسویچ تاون، و باشگاه فوتبال بیزینگ‌استوک تاون اشاره کرد.
وی همچنین در تیم‌های ملی فوتبال زیر ۱۶ سال ایتالیا و زیر ۱۷ سال ایتالیا بازی کرده‌است.